# Evarne
Evarne (en grec antic Εὐάρνη) va ser segons la mitologia grega, una de les cinquanta Nereides, filla de Nereu, un déu marí fill de Pontos, i de Doris, una nimfa filla d'Oceà i de Tetis.
Només la menciona Hesíode que en dona molt poques dades. Explica simplement que era de caràcter amable i d'una gran bellesa.